# Typostola tari
Typostola tari là một loài nhện trong họ Sparassidae.
Loài này thuộc chi Typostola. Typostola tari được Arthur Stanley Hirst miêu tả năm 1999.